# Квантовый точечный контакт

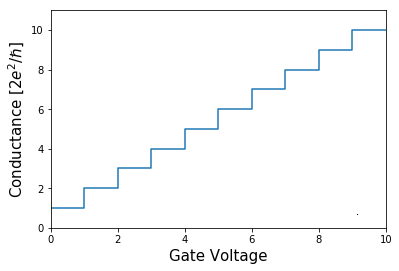
Проводимость точечного контакта как функция напряжения на затворе. Электропроводность показывает плато, кратное.

Квантовый точечный контакт (КТК) — узкое сужение между двумя широкими электропроводящими областями, ширина которого сопоставима с длиной волны электронов (от нанометров до микрометров).
Важность КТК заключается в том, что они доказывают квантование баллистической проводимости в мезоскопических системах. Проводимость КТК квантуется в единицах {\displaystyle 2e^{2}/h}, так называемый квантах проводимости.
Впервые о квантовых точечных контактах сообщили в 1988 году голландская группа из Делфтского технологического университета и Philips Research и, независимо, британская группа из Кавендишской лаборатории. Они основаны на более ранней работе британской группы, которая показала, как можно использовать разделённые вентили для преобразования двумерного электронного газа в одномерный канал сначала в кремнии, а затем в арсениде галлия.
Это квантование подобно квантованию холловской проводимости, но измеряется в отсутствие магнитного поля. Квантование проводимости в нулевом поле и плавный переход к квантовому эффекту Холла при приложении магнитного поля по существу являются следствием равнораспределения тока между целым числом распространяющихся мод в сужении.

## Изготовление
Есть несколько различных способов изготовления квантового точечного контакта. Это может быть реализовано в разрывном соединении, если разорвать кусок металлического проводника до тех пор, пока он не сломается. Точка разрыва образует точечный контакт. В более контролируемом методе, квантовые точечные контакты выполнены в виде двумерного электронного газа (2DEG), например, в GaAs/AlGaAs гетероструктурах. Путем подачи напряжения на затворные электроды подходящей формы электронный газ может быть локально обеднён, и в плоскости 2DEG можно создать много различных типов проводящих областей, в том числе квантовые точки и квантовые точечные контакты. Другой способ создания КТК — это размещение наконечника сканирующего туннельного микроскопа близко к поверхности проводника.

## Характеристики
Геометрически квантовый точечный контакт представляет собой сужение в поперечном направлении, которое оказывает сопротивление движению электронов. Подача напряжения {\displaystyle V} через точечный контакт вызывает прохождение тока, величина этого тока определяется выражением {\displaystyle I=GV}, где {\displaystyle G} — проводимость контакта. Эта формула напоминает закон Ома для макроскопических резисторов. Однако здесь есть принципиальная разница, связанная с малым размером системы, что требует квантово-механического анализа.

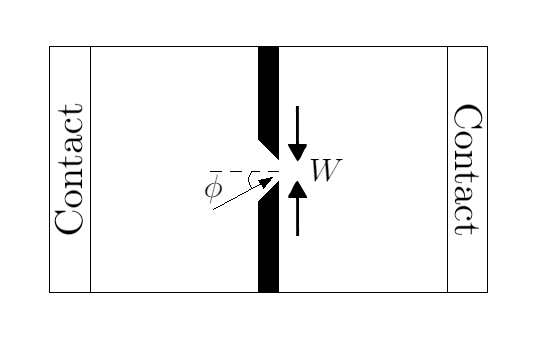
Классический баллистический перенос через точечный контакт, вызванный разностью концентраций.

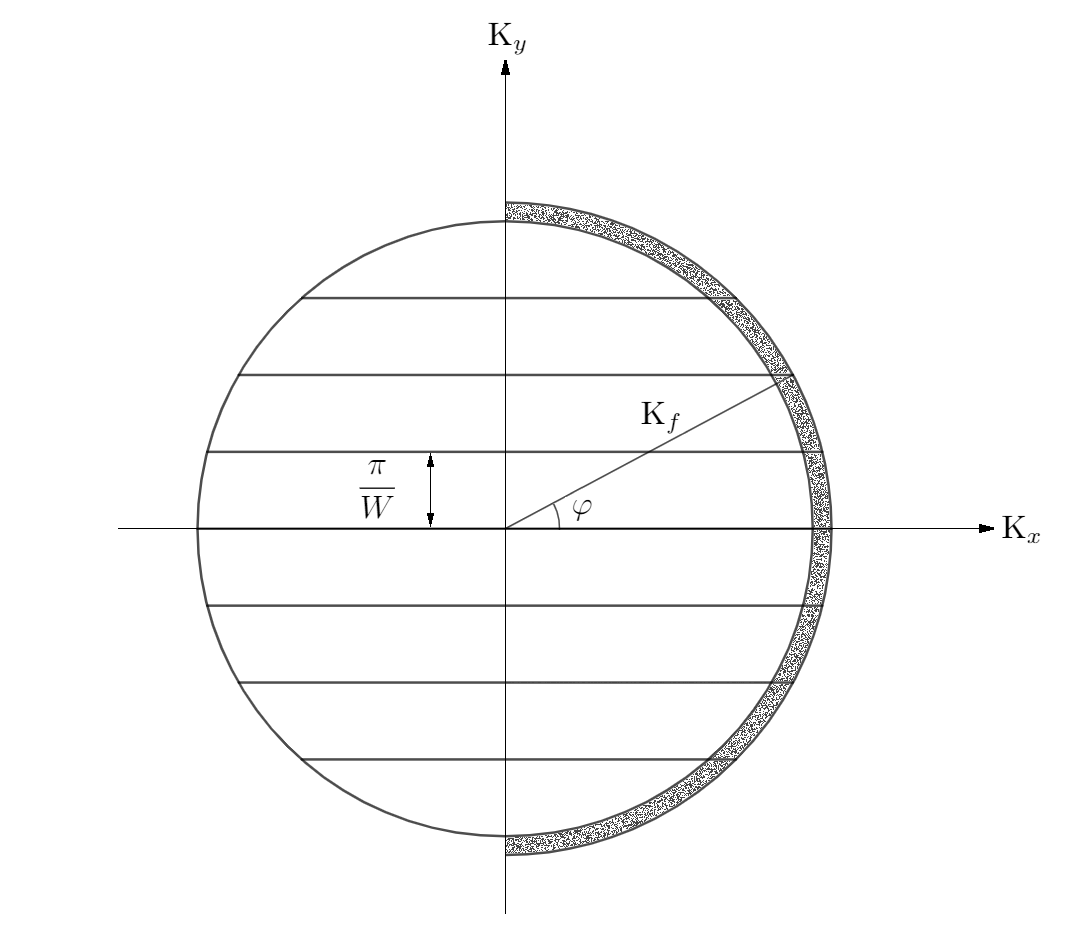
Чистый ток через точечный квантовый контакт, переносимый заштрихованной областью в k-пространстве. 1D подзоны тогда соответствуют парам горизонтальных линий при, для n = 1, 2,..., N — максимальное количество мод, разрешенное энергией Ферми.

Наиболее распространено изучение КТК в двумерных электронных газах. Таким образом, геометрическое сужение точечного контакта превращает проводимость через отверстие в одномерную систему. Более того, это требует квантово-механического описания системы, которое приводит к квантованию проводимости. Квантово-механически ток через точечный контакт равномерно распределяется между одномерными подзонами или поперечными модами в сужении.

Важно отметить, что предыдущее обсуждение не принимает во внимание возможные переходы между модами (нет рассеяния). Формулу Ландауэра можно обобщить, чтобы выразить эти возможные переходы
{\displaystyle G={2e^{2} \over h}\sum _{n,m}|T_{n,m}|^{2}} ,
где {\displaystyle T_{n,m}} — матрица перехода, которая включает ненулевые вероятности перехода из моды n в моду m .
При низких температурах и напряжениях нерассеянные и незахваченные электроны (на ловушках), вносящие вклад в ток, имеют определённую энергию/импульс/длину волны, называемую энергией/импульсом/длиной волны Ферми. Как и в волноводе, поперечное ограничение в квантовом точечном контакте приводит к «квантованию» поперечного движения — поперечное движение не может изменяться непрерывно, но должно принимать вид одной из серии дискретных мод. Аналогия с волноводом применима до тех пор, пока когерентность не теряется из-за рассеяния, например, на дефекте или ловушке. Электронная волна может пройти через сужение только в том случае, если она конструктивно интерферирует, что для данной ширины сужения происходит только для определённого количества мод {\displaystyle N}. Ток, переносимый таким квантовым состоянием, является произведением скорости на плотность электронов. Эти две величины сами по себе различаются от одной моды к другой, но их произведение не зависит от моды. Как следствие, каждое состояние вносит одинаковое количество {\displaystyle e^{2}/h} для каждого спина в полную проводимость системы {\displaystyle G=NG_{0}}.
Это фундаментальный результат; проводимость не принимает произвольных значений, а квантуется кратно кванту проводимости {\displaystyle G_{0}=2e^{2}/h}, который выражается через заряд электрона {\displaystyle e} и постоянную Планка {\displaystyle h}. Целое число {\displaystyle N} определяется шириной точечного контакта и примерно равна ширине, деленной на половину длины волны электрона. В зависимости от ширины точечного контакта (или напряжения затвора в случае устройств с гетероструктурой GaAs/AlGaAs) проводимость демонстрирует ступенчатое поведение, поскольку все больше и больше мод (или каналов) вносят вклад в перенос электронов. Высота ступеньки определяется выражением {\displaystyle G_{0}}.
Экспериментально при повышении температуры обнаруживается, что плато приобретают конечный наклон до тех пор, пока не перестаёт разрешаться. Это следствие термического размытия распределения Ферми — Дирака. Ступеньки проводимости должны исчезнуть при температуре (для GaAs/AlGaAs) {\displaystyle T\lesssim \Delta E/4k_{\rm {B}}\approx 4\;\mathrm {K} } (здесь ∆E — расщепление подзоны на уровне Ферми). Это подтверждается как экспериментом, так и численными расчетами.
Внешнее магнитное поле, приложенное к квантовому точечному контакту, снимает вырождение по спину и приводит к полуцелым ступеням проводимости. Кроме того, количество {\displaystyle N} мод, которые вносят вклад, становится меньше. Для больших магнитных полей {\displaystyle N} не зависит от ширины сужения, и задаётся другой теорией квантового эффекта Холла. Интересной особенностью, является плато на {\displaystyle 0.7G_{Q}}, так называемая 0,7-аномалия связанная с электрон-электронным взаимодействием.

## Приложения
Помимо изучения основ переноса заряда в мезоскопических проводниках, квантовые точечные контакты могут использоваться в качестве чрезвычайно чувствительных детекторов заряда. Поскольку проводимость через контакт сильно зависит от размера сужения, то любые колебания потенциала (например, создаваемые другими электронами) поблизости будут влиять на ток через КТК. По такой схеме возможно обнаружение одиночных электронов. В связи с квантовыми вычислениями в твердотельных системах КТК могут использоваться в качестве устройств считывания состояния квантового бита (кубита). В физике конфигурация КТК используется для демонстрации полностью баллистического полевого транзистора. Ещё одно применение устройства — его использование в качестве переключателя. Никелевая проволока подводится достаточно близко к поверхности золота, а затем с помощью пьезоэлектрического привода расстояние между проволокой и поверхностью может быть изменено, и, таким образом, транспортные характеристики устройства меняются между туннелированием электронов и баллистическим.